# We Steal Secrets: The Story of WikiLeaks
We Steal Secrets: The Story of WikiLeaks è un film-documentario del 2013 diretto da Alex Gibney.
Il documentario tratta le vicende di Julian Assange ed il caso WikiLeaks.

## Distribuzione
Il primo trailer del documentario viene diffuso il 21 marzo 2013.
Il documentario viene presentato al Sundance Film Festival il 21 gennaio 2013 ed al Sydney Film Festival il 12 giugno, e viene distribuito negli Stati Uniti d'America in sole quattro sale a partire dal 24 maggio 2013.

### Divieto
La pellicola viene vietata ai minori di 18 anni negli Stati Uniti d'America ed ai minori di 15 anni in Irlanda e Regno Unito per la presenza di contenuto sessuale, immagini violente e linguaggio non adatto.

## Premi e riconoscimenti
- 2014 - BAFTA Awards
  - Nomination Miglior documentario
- 2014 - Writers Guild of America
  - Paul Selvin Honorary Award a Alex Gibney
  - Nomination Miglior sceneggiatura per un documentario a Alex Gibney
- 2014 - London Critics Circle Film Awards
  - Nomination Miglior documentario dell'anno
- 2014 - Producers Guild of America
  - Miglior documentario
- 2013 - Phoenix Film Critics Society Awards
  - Nomination Miglior documentario
- 2013 - Golden Trailer Awards
  - Nomination Miglior trailer di un documentario